# Zàitsevski
Zàitsevski (en rus: За́йцевский) és un poble (un possiólok) de l'óblast de Briansk, a Rússia, que el 2013 tenia vuit habitants, pertany al districte de Sevsk.